# Saliha Dilâşub Sultan
Saliha Dilâşub Sultan, född Katarina 1627, död 1689, var Valide Sultan i det Osmanska riket under sin son sultan Süleyman II från 1687 till 1689. 
Hon var född Serbien och hette Katarina eller Alexsandra innan hon föll offer för slavhandeln.  Hon kom till det kejserliga osmanska haremet som slavkonkubin till sultan Ibrahim I år 1640, där hon enligt sed konverterade till islam och fick ett persiskt namn, Saliha Dilâşub. 
När Ibrahim år 1648 mördades med stöd av sin mor Kösem Sultan och ersattes med sin son, orsakade den följande konflikten mellan Kösem och Turhan Sultan och regentskapet rykten om att Kösem planerade att ersätta Turhan och hennes son med Saliha Dilâşubs son istället, därför att hon uppfattade Saliha Dilâşub som lättare att kontrollera än Turhan. Kösem förlorade dock striden och blev istället själv dödad och ersatt av Turhan år 1651. 
Saliha Dilâşub beskrivs som enkel men svårhanterlig. Efter Ibrahims död fördes hon till det gamla palatset för pensionerade konkubiner där hon fick tillbringa nästan fyrtio år, fram till att hennes son år 1687 besteg tronen och hon som hans mor fick titeln valide sultan. Hon avled dock bara två år senare.